# Ludwigia pseudonarcissus
Ludwigia pseudonarcissus là một loài thực vật có hoa trong họ Anh thảo chiều. Loài này được (Chodat & Hassl.) Ramamoorthy mô tả khoa học đầu tiên năm 1987.